# Фанні Пігніцькі
Фанні Пігніцькі (угор. Fanni Pigniczki; нар. 23 січня 2000, Будапешт)— угорська гімнастка. Перша в історії Угорщини призерка Всесвітніх ігор, призерка чемпіонату світу та Європи.

## Біографія
Дідусь - Ласло Пігніцькі - срібний призер чемпіонату світу з настільного тенісу в команді 1959 року в Дортмунді, Німеччина. Батько - член юніорської збірної Угорщини з настільного тенісу.

## Спортивна кар'єра
Художньою гімнастикою почала займатися в п'ятирічному віці.
Перша після Вікторії Фратер, що виступала на Олімпійських іграх 2000 року в Сіднеї, учасниця Олімпійських ігор в Токіо 2021 року від Угорщини.

### Результати на турнірах
| Рік  | Змагання                | Команда | АП |   |   |    |    |
| ---- | ----------------------- | ------- | -- | - | - | -- | -- |
| 2017 | Чемпіонат Європи        |         |    |   |   | 18 | 18 |
| 2017 | Чемпіонат світу         |         | 32 |   |   |    |    |
| 2018 | Чемпіонат Європи        |         | 16 |   |   |    |    |
| 2018 | Чемпіонат світу         | 22      |    |   |   |    |    |
| 2019 | Чемпіонат Європи        |         | 13 |   |   |    |    |
| 2019 | Чемпіонат світу         | 20      | 21 |   |   |    |    |
| 2020 | Чемпіонат Європи        |         | 11 |   |   |    |    |
| 2021 | Чемпіонат Європи        |         | 10 |   |   |    |    |
| 2021 | Олімпійські ігри        |         | 20 |   |   |    |    |
| 2021 | Чемпіонат світу         |         | 14 |   |   |    |    |
| 2022 | Чемпіонат Європи        |         | 14 |   |   |    |    |
| 2022 | Всесвітні ігри          |         |    | 3 | 3 |    |    |
| 2022 | Чемпіонат світу         |         | 9  |   |   |    | 8  |
| 2023 | Чемпіонат Європи        |         | 16 | 5 | 7 |    |    |
| 2023 | Універсіада             |         | 1  | 7 | 1 | 4  | 4  |
| 2023 | Чемпіонат світу         |         | 16 | 3 |   |    | 6  |
| 2024 | Чемпіонат Європи        |         | 8  |   | 2 |    | 5  |
| 2024 | Кубок світу. Мілан      |         |    |   |   |    | 4  |
| 2024 | Клубний чемпіонат світу |         | 4  | 4 |   |    |    |